# まりカジWorld
まりカジworld（まりかじわーるど）は、インターネットラジオ番組。通称「まりカジ」。

## 概要
2014年（平成26年）4月1日に開局。NY在住のフリーアナウンサー前田真里と東京在住のヴォーカル梶原ひろみが、ダブル・パーソナリティーとしてNYと東京をインターネット回線で結び、放送を開始した。
この番組から、前田真里の「NEWSコーナー」や、梶原ひろみの「Song for you！」など人気コーナーが誕生。
2016年春、前田真里の帰国に伴い、現在は東京から放送している。
2016年（平成28年）7月12日、第100回放送記念の公開収録を、日本橋長崎館で行う。放送は、同年7月21日。

## パーソナリティー
前田真里と梶原ひろみは共に長崎県出身。番組内で中学・高校の同級生と明かしている。